# Iostephane madrensis
Iostephane madrensis là một loài thực vật có hoa trong họ Cúc. Loài này được (S.Watson) Strother mô tả khoa học đầu tiên năm 1983.